# Susan Blackmore
Susan Jane Blackmore (29 de julho de 1951) é uma psicóloga, conferencista, radialista, e escritora free-lancer britânica, mais conhecida por seu livro The meme machine. É professora visitante da Universidade de Plymouth. Como psicóloga sua área de pesquisa é dentro do estudo da consciência, memes e experiências paranormais.
Considerada por Richard Dawkins e Daniel Dennett como a principal defensora da teoria dos memes. Na sua definição: “memes são instruções para realizar comportamentos, armazenadas no cérebro (ou em outros objetos) e passadas adiante por imitação”.